# Церковь Петра и Павла (Белоостров)
Церковь святых апостолов Петра и Павла — утраченный лютеранский храм в посёлке Белоостров в Санкт-Петербурге, центр капельного прихода Валкеасаари (фин. Valkeasaari) Евангелическо-лютеранской церкви Ингрии.

## История
В 1681 году в деревне Белоостров была построена часовня.
В 1685 году был образован лютеранский приход во имя сввятых Петра и Павла Валкеасаари, как капельный приход Токсовской общины. Он находился между рекой Сестрой и Финским заливом и объединял верующих окрестных деревень: Алакюль, Алосаари, Кальялово, Коннунселька, Аккази, Лейстиля, Майнила, Мертуть и других.
В 1734 году лютеранская община Валкеасаари выделилась из Токсовского прихода в самостоятельный приход. Приход входил в Шлиссельбургское пробство.
В 1763 году была построена первая деревянная кирха во имя святых апостолов Петра и Павла на каменном фундаменте, рассчитанная на 200—300 человек.
С 1815 года в приход Валкеасаари вошёл капельный Сестрорецкий лютеранский приход (Сиестарйоки).
В 1878 году при храме открылась воскресная школа, содержавшаяся на средства прихожан. Обучение в ней чтению, письму и лютеранскому катехизису вёл пастор А. Форстадиус.
В 1889—1892 годах по проекту петербургских архитекторов Оскара Тибо-Бриньоля и Алексея Воробьёва «в ста саженях» от старой на месте пастората была воздвигнута новая церковь.
Новый храм на 850 мест был освящён 26 сентября 1894 года. В нём установили 27-ми регистровый орган, использовавшийся до этого, начиная с 1868 года, в Санкт-Петербургской лютеранской церкви св. Екатерины. Средства на ремонт были выделены из кассы взаимопомощи и многочисленные пожертвования «всех верующих во Христа СПб уезда».
В апреле 1932 года кирха была закрыта, но через несколько месяцев была открыта вновь по настоянию прихожан.
Окончательное закрытие храма произошло в 1935 году.
Здание церкви в сентябре 1941 году оказалось на передовой боевых действий между советскими и финскими войсками и было полностью разрушено артиллерией.

### Духовенство
| Настоятели прихода | Настоятели прихода                              |
| Даты               | Пастор                                          |
| ------------------ | ----------------------------------------------- |
| 1685—1686          | Маттиас Мойсандер                               |
| 1687—1695          | Йохан Алтопаеус                                 |
| 1730—1740          | Богислаус Хорнборг (настоятель)                 |
| 1734—1735          | Йохан Готтлиб Ульрих Хоффман (предикант)        |
| 1741—1756†         | Йохан Фёрстен (настоятель)                      |
| 1757—1762          | Йохан Велкман (настоятель)                      |
| 1762               | Хенрик Аргилландер (настоятель)                 |
| 1762—1763          | Хенрик Карвиандер (настоятель)                  |
| 1763               | Хенрик Сартелиус (и. о. пастора)                |
| 1764—1776          | Хенрик Форсандер (настоятель)                   |
| 1776—1788†         | Израэл Гумберг (настоятель)                     |
| 1781               | Кристиан Хорнборг (и. о. пастора)               |
| 1788—1791          | Микаэль Топпелиус (настоятель)                  |
| 1791—1816†         | Якоб Фредрик Ландзерт (настоятель)              |
| —1810              | Адольф Фредрик Гранбаум (адъюнкт)               |
| —1812              | Захариас Пеландер (адъюнкт)                     |
| 1812—1815          | Йохан Сундблад (адъюнкт)                        |
| 1816—1817          | Иммануэль Пасселберг (адъюнкт, и. о. пастора)   |
| 1817—1837†         | Пауль Константин Ландзерт (настоятель)          |
| 1837—1868†         | Константин Шрёдер (настоятель)                  |
| 1857—1859          | Герман Вилхелм Рошиер (адъюнкт)                 |
| 1868               | Густав Роберт Торнелл (адъюнкт)                 |
| 1868—1876†         | Андерс Аугуст Кранк (и. о. пастора)             |
| 1875—1877          | Александер Бьёрквист (предикант)                |
| 1877—1905†         | Алексантери Вилхелм Форстадиус (настоятель)     |
| 1900—1918          | Альфред Александр Форстадиус (адъюнкт-пастор)   |
| 1920—1923          | Феликс Фридольф Реландер (епископ, эмигрировал) |
| 1923—1925          | Иосиф Мюхкюря                                   |
| 1925—1927          | Фредрик Сойттонен                               |
| 1928—1931          | Юхана Ваассели                                  |
| 1932—1933†         | Ф. Сойттонен                                    |

### Прихожане
Приход Валкеасаари (фин. Valkeasaari) включал в себя 21 населённый пункт:

Аккази, Алакуль, Александровка (бумажная фабрика), Большое Кальялово, Дибуны, Елизаветинка, Лупполово, Майнила, Малое Кальялово, Медный Завод, Мертуть, Мотторово, Новая Деревня, Пиеникиви, Редуголь, Лисий Нос, Сертолово, Заболотье, Суурикиви, Белоостров, Чёрная Речка.
Изменение численности прихода Валкеасаари с 1842 по 1919 год:

## Современность
В 1995 году в посёлке Белоостров, по адресу ул. Центральная, д. 10, при помощи верующих из Финляндии была построена новая небольшая деревянная кирха, приписанная к лютеранскому приходу Преображения Господня (Зеленогорск), Санкт-Петербургского пробства, в которой проводил богослужения ныне покойный финский миссионер пастор Кюости Малми из Лаппеэнранты.
Богослужения проходят на финском языке с синхронным переводом на русский.

## Фото
- Кирха в Белоострове. Фото начала XX века
- Пасторат прихода Валкеасаари. Открытка начала XX века
- Кирха в Белоострове до артобстрела. 1941 год
- Кирха в Белоострове. Сентябрь 1941 года
- Кирха в Белоострове. Сентябрь 1941 года